# Hannibal (Missouri)
Hannibal is een plaats (city) in de Amerikaanse staat Missouri, en valt bestuurlijk gezien onder Marion County en Ralls County.

## Demografie
Bij de volkstelling in 2000 werd het aantal inwoners vastgesteld op 17.757.
In 2006 is het aantal inwoners door het United States Census Bureau geschat op 17.637, een daling van 120 (-0,7%).

## Geografie
Volgens het United States Census Bureau beslaat de plaats een oppervlakte van
39,0 km², waarvan 37,8 km² land en 1,2 km² water.

## Geboren
- Margaret Brown (1867-1932), filantroop, activiste en overlevende van de ramp met de Titanic; bijnaam: The unsinkable Molly Brown